# Douglas A-26 Invader
Дуглас A-26 «Инвэйдер» (англ. Douglas A-26 Invader) — американский ближний бомбардировщик, штурмовик. Совершил первый полёт 10 июля 1942 года. Всего построено около 2500 машин. 

В 1948—1966 годах носил обозначение B-26, что иногда приводит к путанице с таким же по обозначению и близким по назначению бомбардировщиком B-26 Мародёр, снятом к тому времени с вооружения.

## Конструкция
Цельнометаллический моноплан, среднеплан. Крыло прямое почти без сужения, профиль крыла ламинарный, на основе разработанной перед войной 6-й серии профилей NACA.  Двухмоторный «Инвейдер» имел лишь одного пилота, что было необычно для американских конструкций тех лет.
Первоначально самолёт задумывался в качестве штурмовика. Вооружение Douglas A-26B составляло 6 пулемётов расположенных в носу (позднее число пулемётов было увеличено до 8), дистанционно управляемые надфюзеляжная и подфюзеляжная турельные установки, оснащённые двумя пулемётами 12,7 мм, и до десяти пулемётов 12,7 мм под крыльями и фюзеляжем в контейнерах, которые затем сменили 6 пулемётов в крыльях, в установке, типичной для истребителей. Кроме того этот тяжелобронированный штурмовик мог нести до 1800 кг бомб. 
A-26B развивал на высоте 4500 м скорость в 570 км/ч, что делало его самым быстрым бомбардировщиком союзников. 
Всего было построено 1355 самолётов A-26B. В дополнение к штурмовику A-26B пришёл бомбардировщик A-26C (всего было построено 1091 единиц), главным отличием которого стал прозрачный нос, где размещался бомбардир с бомбовым прицелом Norden.
Два 18-цилиндровых поршневых двигателя Pratt & Whitney R-2800 по 2000 л.с. Позже внедрённая система впрыска воды позволила увеличить их мощность сперва до 2200 л.с., потом — до 2400 л.с.    
Позже была предпринята попытка добавления к ним третьего, реактивного, двигателя на фюзеляж.

## Боевое применение
Во время Второй мировой войны в основном использовался как лёгкий бомбардировщик. Также, французскими ВВС, — как тяжеловооруженный ночной истребитель.
Первое боевое применение произошло на тихоокеанском фронте в июле 1944 года, а в сентябре A-26 поступил на вооружение 553-й эскадрильи бомбардировщиков (базировалась в en:Great Dunmow, Эссекс, Британия) и начал выполнять боевые задачи в небе Франции и Италии. Самолёт использовался для уничтожения наземных целей и пилоты были впечатлены манёвренностью и лёгкостью управления машиной. Первоначально самолёт обладал некоторыми конструкторскими недостатками — к примеру, передняя опора шасси была недостаточно крепка и часто ломалась, конструкция фонаря затрудняла выпрыгивание с парашютом.
На европейском театре  A-26 совершил 11 567 вылетов и сбросил 18 054 тонн бомб. A-26 был достаточно манёвренным и быстрым, чтобы уцелеть при столкновении с истребителями. 19 февраля 1945 года во Франции экипаж A-26 смог даже сбить Messerschmitt Me.262. Всего, во время войны, было потеряно 67 A-26, а экипажи A-26 сбили 7 самолётов противников.
A-26 не успел сыграть значимой роли в той войне, однако активно применялся в ряде вооружённых конфликтов 1950—1960-х годов. Именно они завершали воздушные операции Корейской войны. Позже они стали оружием для подавления революционных движений в Южной Америке.
Было потеряно всего 252 самолета включая разведывательные за всю Корейскую войну
А-26 активно применялся во время войны в Индокитае (по программе военной помощи ВВС США передали для французских войск в Индокитае 41 бомбардировщик А-26, а также запасные части и авиабомбы для них). Позже они вошли в состав созданных ВВС Вьетнама. В 1963—64 гг. начали разрушаться от физического износа, что потребовало их реконструкции до модели A-26K (порядка 40 экз.).
В 1965 г. использовались в секретных операциях ЦРУ в африканских странах, также в 1967 — аналогичными спецслужбами Португалии в Конго.
Во время войны во Вьетнаме из-за политических манёвров изменил своё название вновь на A-26 (т. е. якобы стал «штурмовиком» — Таиланд не допускал на свою территорию бомбардировщики, хотя B-52 там базировались). Использовались для охоты за грузовиками на «тропе Хошимина». Также, перекрашенные в чёрный цвет, — для ночных операций. Там они применялись до конца 1969 г., когда вследствие износа они были отозваны домой и тут же порезаны (а не законсервированы, как обычно) на металлолом.
Кроме того, самолёт применялся в операции в заливе Свиней, Конголезском кризисе, колониальной войне Португалии, гражданской войне в Нигерии, операциях ЦРУ на территории Китая. В ходе операции в заливе Свиней семь B-26 было сбито кубинскими истребителями. Всего кубинцы сбили девять таких самолётов, включая несколько с американскими пилотами. Куба также использовала эти самолёты и потеряла всего один A-26.

## Тактико-технические характеристики

### Технические характеристики
- Экипаж: 2-3 человека
- Длина: 15,24 м
- Размах крыла: 21,34 м
- Высота: 5,64 м
- Площадь крыла: 50 м²
- Масса пустого: 10 365 кг
- Масса снаряжённого: 12 519 кг
- Масса максимальная взлётная: 15 900 кг
- Двигатели: 2× Пратт-Уитни R-2800-27 (2×2000 л. с./1500 кВт)

### Лётные характеристики
- Максимальная скорость: 572 км/ч
- Перегоночная дальность: 3,000 миль (4,800 км, 2,600 морских миль)
- Практический потолок: 6700 м
- Скороподъёмность: 6,4 м/с
- Нагрузка на крыло: 250 кг/м²
- Тяговооружённость: 239 Вт/кг

### Вооружение
- Пулемёты:
  - 8×12,7 мм в носовой части
  - 6×12,7 мм в крыле
  - по 2×12,7 мм в двух дистанционно управляемых оборонительных башнях
- Бомбовая нагрузка: 2710 кг. 1800 кг в бомбовом отсеке и 910 кг на подкрыльевых узлах